# Heinkel P.1080
L'Heinkel He P.1080 è stato un progetto tedesco di aereo a reazione che si caratterizzava per la presenza di due statoreattori Lorin-Rohr da 900 mm; fu progettato nelle fasi finali della seconda guerra mondiale. Il velivolo rimase allo stadio di progetto in ragione della fine delle ostilità.
I due statoreattori furono consegnati alla Heinkel verso la fine del conflitto dal DFS, essi erano montati ai lati della fusoliera con la superficie esterna esposta il più possibile al flusso d'aria per migliorarne il raffreddamento.
Per accelerare i tempi di sviluppo del progetto, il velivolo prevedeva un timone di coda identico a quello del P.1078 con una sola pinna verticale. Le ali erano disposte in posizione mediana, a freccia e separate dalla fusoliera dai due propulsori. Il posto di pilotaggio, per un solo membro di equipaggio, si trovava molto avanzato nella fusoliera, dietro un'unità radar e sovrastante i due cannoncini MK 108 calibro 30 mm, che costituivano l'armamento del velivolo.
I serbatoi del carburante erano posti nella parte posteriore della fusoliera. 
Per il decollo venivano usati quattro razzi a propellente solido da 1 000 kgf ciascuno, insieme ad un carrello che veniva abbandonato al decollo. L'atterraggio avveniva grazie ad un'apposita slitta.
La larghezza era di 8,9 m, la lunghezza era di 8,15 m e la velocità massima stimata era di 1 000 km/h (621 mph).